# Emigrate
Emigrate är ett tyskt metalband. Bandet grundades av Rammsteins förstagitarrist Richard Kruspe 2005, som säger sig kommit på idén till Emigrate under Rammsteins Mutter-era. Den 27 juli 2007 gästade Richard Kruspe Bruce Dickinsons rockprogram på engelsk radio.

## Medlemmar
Nuvarande medlemmar
- Richard Z. Kruspe – sång, sologitarr (2005– )
- Olsen Involtini – rytmgitarr (2005– )
- Arnaud Giroux – basgitarr, bakgrundssång (2005– )
- Margaux Bossieux – rytmgitarr, bakgrundssång (2007– )

Tidigare Medlemmar
- Henka Johansson – trummor (2007–2008)

Bidragande musiker
- Joe Letz – trummor (live) (2008–2013)
- Mikko Sirén – trummor (studio) (2013– )

## Diskografi
Studioalbum
- 2007 – Emigrate
- 2014 – Silent So Long
- 2018 – A Million Degrees

Singlar
- 2007 – "My World"
- 2007 – "New York City"
- 2008 – "Temptation"
- 2014 – "Eat You Alive"
- 2018 – "1234"
- 2018 – "You Are So Beautiful"
- 2019 – "War"